# امیلی گرین بالچ
امیلی گرین بالچ (انگلیسی: Emily Greene Balch؛ زاده ۸ ژانویهٔ ۱۸۶۷ درگذشته ۹ ژانویهٔ ۱۹۶۱) یک اقتصاددان اهل ایالات متحده آمریکا بود.